# Winners (Film)
Winners ist ein Film von Hassan Nazer, der im August 2022 beim Edinburgh International Film Festival seine Premiere feierte. Es handelt sich dabei um eine Hommage des Regisseurs an das Dorf in der Nähe von Teheran, in dem er seine Kindheit verbrachte. Winners wurde vom Vereinigten Königreich als Beitrag für die Oscarverleihung 2023 als bester Internationaler Film eingereicht.

## Handlung
In einem armen iranischen Dorf arbeiten die Kinder hart, um ihre Familien zu ernähren. Sie durchsuchen mit ihren kleinen Händen riesige Müllberge auf der Suche nach verborgenen Schätzen. Eines Tages finden der neunjährige Yahya und seine Freundin Leyla eine kostbar scheinende, goldene Statue. Yahyas Chef Naser Khan, der wie die beiden Kinder sehr filminteressiert ist, beschließt, ihnen bei der Suche nach dem Besitzer zu helfen, um ihm die Statue zurückzugeben.
Auf dem Weg vom Flughafen Teheran in die Stadt lässt eine Frau in einem Taxi eine unersetzliche Trophäe liegen, die für das Filmmuseum Teheran bestimmt ist: Asghar Farhadis Oscartrophäe für The Salesman. Anousheh Ansari und Firouz Naderi hatten sie 2017 bei den Internationalen Filmfestspielen in Cannes für Asghar Farhadi entgegengenommen, da Farhadi an der Oscarverleihung im Februar 2017 aus Protest gegen Donald Trumps Einreisesperren nicht teilgenommen hatte. Irrtümlich wird die Statue an das Postamt Garmsar geschickt, dort bewundert und von Ezzat, dem Onkel einer Postangestellten, heimlich auf sein Motorrad gepackt, weil er sie zu Hause seiner Tochter zeigen und dann zurückbringen will. Doch auf dem Heimweg auf holprigen Straßen fällt das Paket unbemerkt zu Boden.
Gefunden wird es von dem neunjährigen Yahya und seiner Freundin Leyla. Diese leben im iranischen Dorf Padeh im Verwaltungsbezirk Garmsar. Die Kinder tragen mit dem Durchsuchen der riesigen Müllhalde vor und nach der Schule zum Unterhalt der Familien bei. Das gefundene Plastik und Metall verkaufen sie an den Händler Naser Khan und seinen Neffen Saber. Besonders für Yahyas Mutter, die aus Afghanistan geflohen und Witwe ist, ist Yahyas Einkommen wichtig zum Überleben. Yahya ist filmbegeistert und verschlingt zum Ärger seiner Mutter nächtelang die DVDs, die er von Saber erhält, darunter auch Cinema Paradiso und andere internationale Filme. Heimlich entwendet er bei Saber eine DVD von Das Lied der Sperlinge und erkennt, dass es sich bei seinem Chef Naser Khan um den Schauspieler Reza Naji handelt. Als er diesen damit konfrontiert, bittet Naser Khan den Jungen um Stillschweigen. Er erzählt, wie unglücklich er geworden sei, nachdem er 2008 bei den Berliner Filmfestspielen den Silbernen Bären als bester Darsteller bekommen hätte: Er sei berühmt geworden, habe sein bisheriges Leben nicht mehr führen können und sich zu einem Ausstieg entschlossen. Auch sein Neffe, gespielt von Hossein Abedini, war früher Schauspieler und hatte seinen Durchbruch 1996 mit Majid Majidis Film Pedar.
Die Polizei hat inzwischen Ezzat in Gewahrsam genommen, bis die Statue wieder auftaucht. Yahya möchte die Statue an den Gewinner zurückgeben und wendet sich an seinen Chef. Naser Khan und Saber bringen Yahya zu einem Bahnhof, von wo aus er nach Teheran fährt. Nazer Khan spricht mit Saber sehnsüchtig von den Filmfestivals, die um diese Jahreszeit im Land veranstaltet werden. Er wendet sein Fahrzeug und schlägt einen neuen Weg ein.
Die Schlussszene spielt wie die Eröffnungsszene in einem Taxi in Teheran: Yahya erzählt seinem Taxifahrer, der nur von hinten zu sehen ist und große Ähnlichkeit mit dem Regisseur Jafar Panahi hat, von seinem Vorhaben und zeigt ihm die Statue. Der Fahrer fragt, ob er auch den Film Taxi Teheran gesehen habe, was der Junge bejaht. Als Yahya ausgestiegen ist, ruft der Fahrer Asghar Farhadi an, mit dem er offensichtlich befreundet ist, und kündigt den Jungen an.
Der Film zitiert zahlreiche Größen des iranischen Films und zeigt die Bedeutung von Film in der iranischen Gesellschaft.

## Produktion

### Regie und Drehbuch
Regie führte Hassan Nazer, der auch das Drehbuch schrieb. Er wurde 1979 im Iran geboren, lebt aber seit langer Zeit in Schottland. Im Alter von 12 Jahren führte er bei einem Theaterstück in der Stadt Garmsar Regie. Mit 18 Jahren verließ er sein Zuhause, um an der Kunstuniversität in Arak zu studieren. Da er nach der Inszenierung eines Theaterstücks mit weiblichen Darstellern spürte, dass seine Arbeit im Iran verboten werden könnte, zog er nach Schottland. Er ließ sich in Glasgow nieder und fand Arbeit in einem Kebab-Haus. Um seine Aufenthaltserlaubnis nicht zu verlieren, schrieb er sich 2002 am Glasgow College ein, bevor er 2006 den Sprung zu einem Film- und Fernsehproduktionsstudium an der University of Aberdeen wagte.
Nazer betreibt ein erfolgreiches Restaurant und verwendet das verdiente Geld, um seine Filme zu finanzieren, die er üblicherweise im Iran dreht. Zudem ist er einer der Gründer von World Film Production.
Es handelt sich bei Winners nach Black Day, We are all sinners, Ma hameh gonahkarim und Utopia um Nazers fünfte Regiearbeit. Sein Film Utopia war 2016 von Afghanistan als Beitrag des Landes bei der Oscarverleihung eingereicht worden, wurde jedoch disqualifiziert, weil in diesem zu viel Englisch gesprochen wurde.

### Idee zur Geschichte des Films
Nach Nazers Aussage kam ihm die Idee für Winners beim Anschauen der Oscarverleihung 2017, als Donald Trumps Reiseverbot den späteren Gewinner Asghar Farhadi daran hinderte, seinen Oscar für The Salesman entgegenzunehmen. „Ich fing an zu überlegen: Was ist, wenn er verloren geht?“, so der Regisseur.

### Besetzung und Dreharbeiten

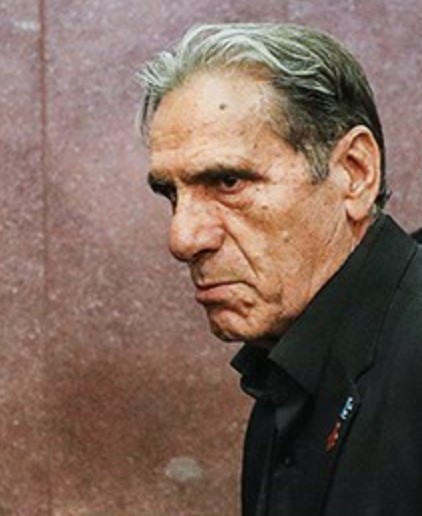
Reza Naji spielt Naser Khan

Der Kinderdarsteller Parsa Maghami spielt den neunjährigen Yahya, Helia Mohammadkhani seine Freundin Leyla. Reza Naji, eine Ikone des iranischen Films, spielt Yahyas Chef Naser Khan. Hossein Abedini ist in der Rolle von Saber zu sehen. Weitere Rollen wurden mit Malalai Zikria, Shahrzad Kamalzadeh, Mohammad Amir Naji und Ezzatollah Ramazanifar besetzt.
Wie seine vorherigen Filme drehte der Regisseur Winners im Iran. Als Kameraleute fungierten Arash Seifi und Arash Seyfijamadi.

### Veröffentlichung
Der Film feierte im August 2022 beim Edinburgh International Film Festival seine Weltpremiere, wo er mit dem Publikumspreis ausgezeichnet wurde. Hier wurde Winners als eine Mischung aus Slumdog Millionaire und Cinema Paradiso angekündigt.

## Rezeption

### Kritiken
Anna Smith schreibt in ihrer Kritik bei Deadline.com, einerseits sei Hassan Nazers Winners eine Ode an das Kino und die Freuden, die es mit sich bringt, und der Film zolle auch den großen Errungenschaften iranischer Filmemacher Tribut, indem er die Arbeiten von Abbas Kiarostami, Asghar Farhadi und Majid Maijdi und Jafar Panahi zitiert. Der Film unterstreiche aber auch den Kontrast zwischen dem Lob der Filmfestivals und dem wirklichen Leben, also was Cast und Crew bleibt, wenn die Party vorbei ist. Auf Rotten Tomatoes erhielt Winners 100 %. The Guardian schrieb, die Handlung dieses Films über die Magie des Kinos sei zwar etwas vorhersehbar, doch der Film habe etwas von britischen Klassikern wie Local Hero oder Whisky Galore und besteche durch seinen unschuldigen, freien Geist. Fionnuala Halligan schrieb auf Screendaily, der Film zeige die Liebe zum Kino im Iran und greife auf die wichtige Arbeit der Iranian New Wave zurück, auf Kiarostami and Makhmalbaf und alle vor ihnen. Mansell Stimpson kritisierte auf Film Review, Winners wolle zu viele Themen in sich vereinigen, was trotz der ausgezeichneten Darsteller wenig überzeugend wirke.

### Auszeichnungen
Winners wurde vom Vereinigten Königreich als Beitrag für die Oscarverleihung 2023 in der Kategorie Bester Internationaler Film eingereicht.
BFI Awards 2023
- Auszeichnung mit dem Filmmaker Award (Nadira Murray)[13]

British Independent Film Awards 2022
- Auszeichnung mit dem Raindance Discovery Award (Hassan Nazer, Nadira Murray und Paul Welsh)
- Nominierung als Beste Nachwuchsproduzentin (Nadira Murray)[14][15]

Edinburgh International Film Festival 2022
- Auszeichnung mit dem Publikumspreis[16]

Raindance Film Festival 2022
- Auszeichnung als Bester britischer Film[17]